# Henri Deroy
Pour les articles homonymes, voir Deroy.
Henri Marie Jules Deroy, né dans le 1er arrondissement de Paris le 12 juin 1900 et mort à Neuilly-sur-Seine le 16 janvier 1979, est un financier et haut fonctionnaire français.

## Biographie

### Jeunesse et études
Henri Deroy est le fils de Jean Edme Léon Deroy, avocat à la Cour d'appel de Paris, secrétaire général de la Conférence des avocats du barreau de Paris et directeur de la Chambre syndicale des propriétés immobilières de la ville de Paris, et de Camille Louise Marie Mouillefarine.
Il suit ses études à l'École libre des sciences politiques. Il sort major de sa promotion, devant Wilfrid Baumgartner (3e), en 1922.

### Parcours professionnel
Henri Deroy, inspecteur des finances (1923), intègre la direction du Budget en 1926 où il est nommé directeur adjoint (1929). En 1932, il devient directeur général des Contributions indirectes et occupe ce poste jusqu’en 1935, date à laquelle il remplace Jean Tannery, nommé gouverneur à la Banque de France, à la direction générale de la Caisse des dépôts et consignations. Il enseigne parallèlement à l’École libre des sciences politiques, où il donne un cours sur « la législation budgétaire et l'administration financière de la France ».
En septembre 1940, il accepte la fonction nouvellement créée de secrétaire général pour les finances publiques, adjoint avec rang ministériel de Yves Bouthillier (1940-1942) puis Pierre Cathala (1942-1943), ministres des Finances. Il démissionne en février 1943 et reprend ses activités à la Caisse des dépôts. En 1945, Jean Watteau lui succède à la tête de la Caisse des dépôts.
Quoique ayant servi auprès d'Yves Bouthillier durant la Seconde Guerre mondiale, il n'est pas inquiété par la Haute Cour de justice chargée de l'épuration. Alors qu'une décision d'incarcération à son égard est décidée, plusieurs résistants du ministère des Finances ayant considéré que sa conduite durant la guerre ne justifiait pas d'incarcération, comme François Bloch-Lainé, empêchent l'exécution de la décision.
On lui attribue la création, dans la loi de Finances pour 1946, pour l'impôt sur le revenu, du système du "quotient familial" : attribuant une part par adulte, une demi-part par enfant, il applique la progressivité du barème au revenu par part, indicateur du "niveau de vie", et non au revenu total.
Gouverneur du Crédit foncier de France de 1945 à 1955, vice-président puis président de la Banque de Paris et des Pays-Bas de 1962 à 1967 et de la Banque d'État du Maroc.
Il siège également dans divers conseils d'administration : Compagnie internationale des wagons-lits, qu'il préside de 1953 à 1972, Banque des règlements internationaux, Librairie Hachette, Raffineries de sucre de Saint-Louis, etc.

## Fonctions politiques
- Secrétaire général aux Finances publiques à partir du 16 juillet 1940 au 1er mai 1943 dans les Gouvernements Laval 5 et 6, Flandin, Darlan.

## Distinctions
Grand officier de la Légion d'honneur

## Publications
- Finances publiques : le budget de l’État, avec Wilfrid Baumgartner, Centre de documentation universitaire, 1944
- Législation budgétaire et administration financière de la France, Paris, Centre de documentation universitaire, 1945
- Les Ressources publiques, avec Wilfrid Baumgartner, Centre de documentation universitaire, 1945, 156 p.
- Les hôtels du Crédit foncier, Paris, 1952

## Sources
- Dictionnaire historique des inspecteurs des Finances 1801-2009: Dictionnaire thématique et biographique, Institut de la gestion publique et du développement économique, 2012